# Piedra rúnica U 324
La piedra rúnica U 324 se encuentra en la localidad de Tjusta, en Skånela, perteneciente a la provincia de Estocolmo. Se trata de una estela rúnica de principios del siglo XI con una decoración del estilo Pr1, considerado una etapa del estilo Ringerike aplicado al ornamento de piedras rúnicas.

## Inscripción
La inscripción, grabada con runas del futhark joven, está incompleta porque han desaparecido parte de las runas de la banda en la zona inferior izquierda. En ella un hombre que murió de forma violenta es conmemorado por su hermano y su madre.

### Transliteración de las runas a letras
[uk]ulfR × ri[s-i × st--] × þina ----R × ...rf × bruþur × sin × huk × gyriR × iftiR × sun sin × kuþan × an × uarþ × tr... ...

### Transcripción al nórdico antiguo
ulfR ræis[t]i st[æin] þenna [æfti]R ..., broður sinn, ok Gyriðr æftiR sun sinn goðan. Hann varð dr[epinn] ...
.

### Traducción
...-ulfr erigió esta piedra en memoria de ... su hermano; y Gyríðr en memoria de su buen hijo. Lo mataron ....